# دينيس رالستون
دينيس رالستون (بالإنجليزية: Dennis Ralston)‏ مواليد 27 يوليو 1942 في بيكرسفيلد، هو لاعب كرة مضرب أمريكي سابق بدأ مسيرته كمحترف سنة 1967 وكان يلعب باليد اليمنى، اعتزل اللعب في 1977. كما أنه أحد أبطال الجراند سلام. أعلى تصنيف له في الفردي كان المركز الـ 5 في سنة 1966.

## بطولات حققها
- بطولة ويمبلدون

## روابط خارجية
- دينيس رالستون على موقع رابطة محترفي التنس (الإنجليزية)
- دينيس رالستون على موقع الاتحاد الدولي لكرة المضرب (الإنجليزية)
- دينيس رالستون على موقع كأس ديفيز (الإنجليزية)
- دينيس رالستون على موقع قاعة مشاهير كرة المضرب الدولية (الإنجليزية)
- دينيس رالستون على موقع أرشيف التنس.كوم (الإنجليزية)
- دينيس رالستون على موقع خلاصة التنس.كوم (الإنجليزية)